# Милош Стојковић (футсалер)
Милош Стојковић (3. октобар 1991) професионални је српски футсалер.